# إرنست جيرارد رايت
إرنست جيرارد رايت (بالإنجليزية: Ernest Gerard Wright)‏ هو سياسي أسترالي، ولد في 10 يوليو 1907 في أستراليا، وتوفي في 16 يناير 1981 في سيدني في أستراليا. حزبياً، نشط في حزب العمال الأسترالي. وقد انتخب عضو المجلس التشريعي نيو ساوث ويلز.